# Beta Bushiri
 (septembre 2021).
 Beta Bushiri Muhiirwa  (né à tobo le 7 mai en 1958) est un homme politique de la République démocratique du Congo et député national, élu de la circonscription de Walikale dans la province du Nord-Kivu,,,.

## Biographie
Beta Bushiri Muhiirwa est né à Tobo le 7 mai 1958, élu député national dans la circonscription électorale de Walikale dans la province du Nord-Kivu, il est membre du parti politique AAB.